# في إس تي أو
في إس تي أو، اختصار فيجوال ستيديو تولز فور أوفيس (بالإنجليزية: Visual Studio Tools for Office)، هو منتج إضافي لمنتج مايكروسوفت فيجوال ستيديو، والذي يسمح بإنشاء تطبيقات مبنية على مايكروسوفت أوفيس.

## وصلات خارجية
- صفحة فيجوال ستيديو تولز فور أوفيس